# John Bernard
John Bernard es un empresario británico y asesor de nuevas empresas. Desde 2017 ha sido administrador de The Chartered Institute of Marketing y ha desempeñado funciones en LG Mobile, Siemens, Sony Ericsson y Mozilla. Hasta 2017 fue miembro de la Junta de Open Web Device Compliance Review Board.

## Carrera

### Nuevas Tecnologías
John es acreditado como el creador de la primera pantalla publicitaria 3D en movimiento y al aire libre del mundo en 2006. También es conocido por crear la marca LG Mobile en Europa a través del lanzamiento del teléfono LG Chocolate.
En 2007 John desarrolló y lanzó al mercado el primer teléfono del mundo con pantalla táctil capacitiva, el LG Prada.
En 2013 desarrolló y lanzó comercialmente en España, con Telefónica, el primer teléfono inteligente comercial de Mozilla, el ZTE Open con sistema operativo Firefox. Al año siguiente, John lanzó al mercado el teléfono inteligente de 25$ de Mozilla, para los mercados emergentes y para conectar en línea a los próximos mil millones.

## Reconocimiento
John fue galardonado con el "Comercializador del Año" en 2013, por la revista Marketing Week.
En julio de 2018 se le confirió un Doctorado Honorario de la Universidad de Huddersfield por 'Servicios al Marketing'. En 2019 fue galardonado con el "Líder de Marketing del Año" de la Sociedad de Marketing.